# Clistoabdominalis dasymelus
Clistoabdominalis dasymelus är en tvåvingeart som beskrevs av Skevington 2001. Clistoabdominalis dasymelus ingår i släktet Clistoabdominalis och familjen ögonflugor. Inga underarter finns listade i Catalogue of Life.